# Riofrío del Llano
Riofrío del Llano település Spanyolországban, Guadalajara tartományban. Riofrío del Llano Sigüenza, La Olmeda de Jadraque, Santiuste, Rebollosa de Jadraque, La Bodera, Atienza és Cincovillas községekkel határos. Lakosainak száma 60 fő (2024).

## Népesség
A település népessége az utóbbi években az alábbiak szerint változott:
| Lakosok száma | 67   | 57   | 52   | 50   | 49   | 43   | 46   | 55   | 61   | 60   |
|               | 2001 | 2004 | 2006 | 2009 | 2011 | 2014 | 2016 | 2019 | 2021 | 2024 |